# Ndougou
Ndougou est un département au sud de la province de l'Ogooué-Maritime à l'ouest du Gabon. Son chef-lieu est Gamba. 
Il abrite la lagune Ndougou.

## Divisions administratives
Le département comprend 3 cantons :
- Lagune-Ndougou
- Rembo-Bongo
- Basse-Nyanga

## Sources
- Programme des Nations unies pour le développement au Gabon